# Alejandro Ramírez Calderón
Alejandro Ramírez Calderón es un ciclista colombiano, nacido el 15 de agosto de 1981. Actualmente corre para el equipo colombiano de categoría Continental el Coldeportes Zenú

## Palmarés
2002
- Vuelta de la Juventud de Colombia

2006
- Doble Sucre Potosí, más 1 etapa
- 1 etapa en la Clásica Internacional de Tulcán

2012
- Vuelta a Cundinamarca
- Clásica de El Carmen de Viboral

2013
- 1 etapa de la Vuelta a Antioquia

2015
- Clásica de Marinilla

## Equipos
- UNE Orbitel (2007)
- Colombia es Pasión-Coldeportes (2008-2009)
- Gobernación de Antioquia-Indeportes Antioquia (2011-2012)
  - Orgullo Antioqueño (2013-2014)
- Coldeportes-Claro (2015-2016)
- Coldeportes Zenú (2017-)